# Спальный кризис

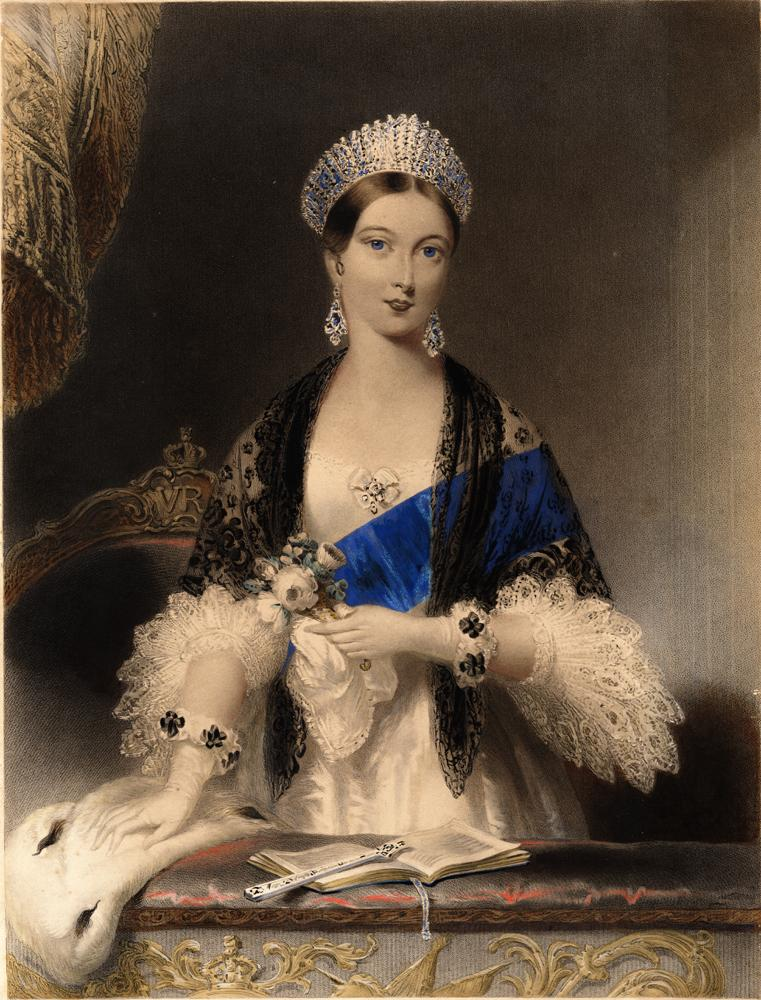
Королева Виктория в Театре Друри-Лейн. Художница Софи Льенар с оригинала Эдмунда Томаса Пэрриса (Edmund Thomas Parris). 1839 год

Спальный кризис или Кризис в опочивальне (англ. The Bedchamber crisis) — политический кризис в Великобритании в начальный период правления королевы Виктории, повлёкший за собой первую смену правительства. Королева отвергла требования добавить в её окружение фрейлин-консерваторов, которые заменили бы часть фрейлин, близких к партии вигов. Кризис начался 7 мая 1839 года, после того, как политик из партии вигов Уильям Лэмб, 2-й виконт Мельбурн, объявил о своем намерении уйти в отставку с поста премьер-министра Соединенного Королевства после того, как правительственный законопроект был принят с перевесом всего в пять голосов в Палате общин. После нескольких попыток избрать альтернативного премьер-министра от тори и передать власть консервативному правительству, лорд Мельбурн был восстановлен в должности до выборов 1841 года, когда к власти пришла консервативная партия.

## Развитие кризиса
После того, как 7 мая 1839 года законопроект правительства вигов был принят лишь с небольшим перевесом голосов, премьер-министр Уильям Лэмб, 2-й виконт Мельбурн, объявил о своем намерении уйти в отставку. Встревоженная молодая королева Виктория, чьи политические симпатии были на стороне вигов, сначала обратилась к герцогу Веллингтону, бывшему премьер-министру от партии тори, с просьбой сформировать новое правительство, но он вежливо отказался. Затем она неохотно пригласила лидера консерваторов Роберта Пиля сформировать правительство. Пиль понимал, что такое правительство будет иметь меньшинство в Палате общин и будет структурно слабым, что может нанести ущерб его будущей политической карьере.
Пиль принял приглашение при условии, что Виктория уволит некоторых своих фрейлин, многие из которых были жёнами или родственницами ведущих политиков-вигов. Она отклонила эту просьбу, считая своих дам близкими подругами, а не объектами политического торга. Она также увидела в просьбе Пиля попытку управлять ею, «как ребёнком», о чём она написала в письме к Мельбурну: «Неужели сэр Роберт настолько слаб, что даже дамы должны разделять его мнение?» Это было расценено, как проявление явной политической предвзятости королевы, поэтому Пиль отказался стать премьер-министром, и Мельбурна, в конечном итоге, убедили остаться на посту премьер-министра.
После свадьбы Виктории с принцем Альбертом в 1840 году королева была уже в меньшей степени зависима от своих фрейлин в качестве компаньонок. На всеобщих выборах 1841 года консерваторы получили большинство, и Виктория назначила Пиля новым премьер-министром — смена правительства, к которой Мельбурн тем временем её готовил. Приняв «мудрый совет демократически настроенного принца Альберта», Виктория заменила трёх своих фрейлин-вигов на представительниц из лагеря консерваторов.

## Последствия
На момент кризиса королеве Виктории не было ещё двадцати лет, и она пребывала на троне менее двух лет. Она была озабочена возможной потерей своего первого и единственного на тот момент её премьер-министра. Мельбурн играл роль мудрого и доброго отца в первые годы правления. Её собственный отец, герцог Кентский, умер, когда она была ещё младенцем. Виктория также ошибочно предположила, что Пиль хотел заменить всех её фрейлин — её ближайших подруг и соратниц при дворе, — хотя на самом деле Пиль хотел заменить только шесть из двадцати пяти фрейлин, но не смог ясно объяснить свои намерения Виктории.
В конце жизни Виктория сожалела о своей юношеской непреклонности, написав своему личному секретарю Артуру Биггу: «Тогда я была очень молода, и, возможно, мне следовало бы действовать по-другому, если бы все это пришлось повторить».
События спального кризиса упоминаются в романе Бенджамина Дизраэли «Сибилла», написанном в 1845 году. Кризис отображён в фильме 2009 года «Молодая Виктория» и в телесериале 2016 года «Виктория» .